# Øyvind Brandtzæg
Øyvind Brandtzæg, född 1971, är en norsk skådespelare.
Brandtzæg har bland annat medverkat i TV-serierna Makten och 22 juli. Han har även medverkat i filmen Guldtransporten.

## Filmografi (i urval)
- 2020 – 22 juli (TV-serie)
- 2022 – Guldtransporten
- 2023 – Makten (TV-serie)
- 2025 – Kraken